# Sfenj
Lo sfenj (in arabo السفنج‎?) è una ciambella tipica del Maghreb di consistenza spugnosa e fritta nell'olio. Viene molto spesso cosparsa di zucchero e accompagna tradizionalmente il tè alla menta.
Lo sfenj è originario di al-Andalus e raggiunse il Maghreb per via dei forti legami culturali tra le due regioni. La preparazione e la vendita dello sfenj si perpetuò nei secoli come professione tramandata di padre in figlio dai sufnāj.
Lo sfenj si è diffuso in Israele in seguito all'immigrazione degli ebrei marocchini e rimane associato alla Hanukkah.

Si diffuse anche in Sicilia con il nome di Sfincia e v'è una variante particolare chiamata Sfincia di San Giuseppe.